# Françoise Robin (muse épistolière)
Pour les articles homonymes, voir Françoise Robin et Robin.
Françoise Robin de Livet (née le 27 novembre 1749 à Lyon - morte le 18 février 1841 à Paris) fut une muse épistolière, restée célèbre pour son rôle dans l'inspiration de Paul et Virginie.

## Biographie
Issue d'une famille de la noblesse de robe, elle est la fille (et la 7e enfant) d'Antoine Robin, avocat au Parlement de Bourgogne, originaire de Villars-les-Dombes, et de Marguerite Colaud, fille d'un marchand lyonnais.
Le 15 septembre 1766, elle épouse Pierre Poivre, ancien missionnaire, explorateur et botaniste, dont le frère, Denis Poivre, est marié à sa tante Elisabeth Colaud. Dans son hommage à Pierre Poivre, Du Pont de Nemours présente Françoise Robin comme « une jeune femme bien née, pleine de vertus, de douceur & de grâces, digne, à tous les égards, d'être la compagne d'un Philosophe sensible ». Le 17 septembre 1766, Pierre Poivre est nommé intendant des îles de France et de Bourbon (île Maurice et île de la Réunion). Le couple embarque à Lorient à bord du Dauphin, navire de la Compagnie des Indes orientales, le 8 mars 1767.
Enceinte, elle fait le long voyage vers l'île de France. Elle s'y installe dans un domaine de sept hectares de vallons et de bois arrosés par la rivière des Pamplemousses, dans le centre de l'île, où son mari crée le jardin botanique de Pamplemousses.
Bernardin de Saint-Pierre essaye de la séduire, en vain, en se montrant très prolixe dans leur correspondance, et extrêmement assidu pour lui faire une cour peu discrète. Mais Françoise Robin, femme respectée, vertueuse, lucide, repousse ses avances avec constance. En 1768, il part. Cette aventure exotique, qui laisse l'écrivain désespéré, lui inspire le roman Paul et Virginie.
En 1786, elle perd successivement son père, son époux, sa fille cadette et doit se séparer de sa belle maison des environs de Lyon. À Paris, elle retrouve le cercle des savants et des libéraux que Pierre fréquentait et persuade l'un de ses amis de rédiger sa biographie. L'aventurier de l'esprit physiocrate Pierre Samuel du Pont de Nemours l'épouse le 5 Vendémiaire an IV (27 septembre 1795). Après le pillage de leur maison deux ans plus tard, ils s'exilent aux États-Unis d'Amérique. Françoise Rolin meurt, revenue à Paris, à l'âge de 92 ans, survivant près d'un quart de siècle à son second mari. 
Elle est enterrée au cimetière du Père-Lachaise, à Paris. Eleuthère Irénée du Pont de Nemours, fondateur de la célèbre firme Du Pont de Nemours (1771-1834) naquit du premier mariage de Pierre Samuel avec Nicole Charlotte Marie Louise Le Dée de Rencourt.

## Sources
- Patrick et Olivier Poivre d'Arvor, Le Roman de Virginie, éd. Jacob Duvernet, 1988.
- Daniel Vaxelaire, Une si jolie naufragée: le roman vrai de Paul et Virginie, éd. Flammarion, 2001.